# Gato-de-bengala

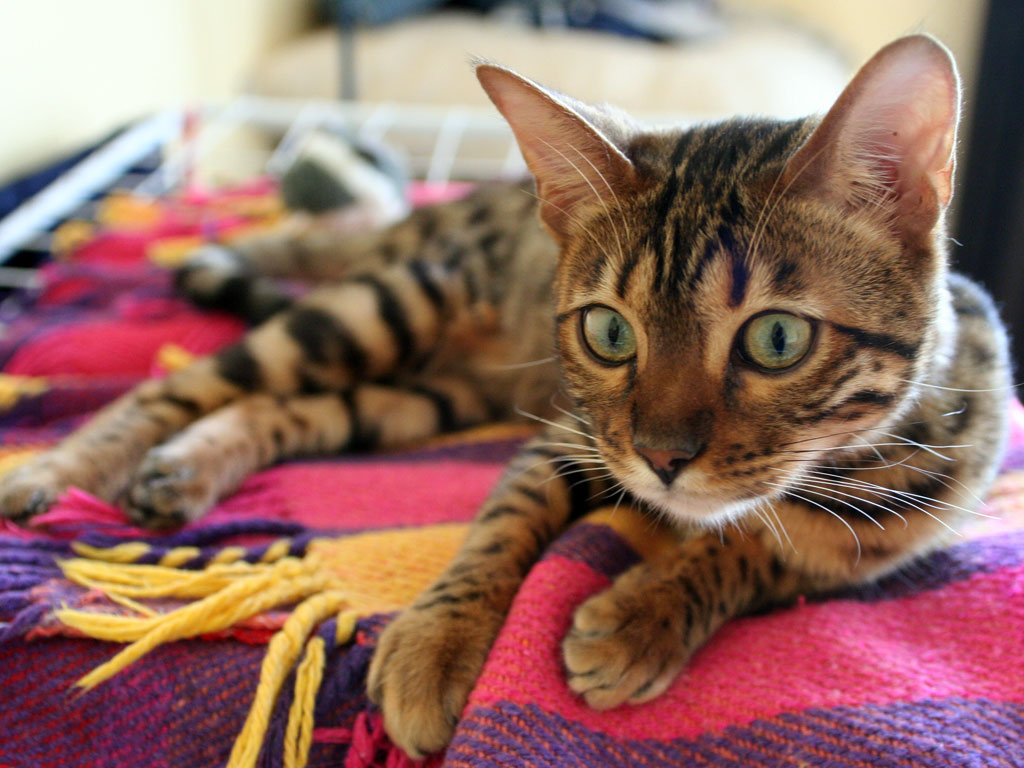
Gato Bengal

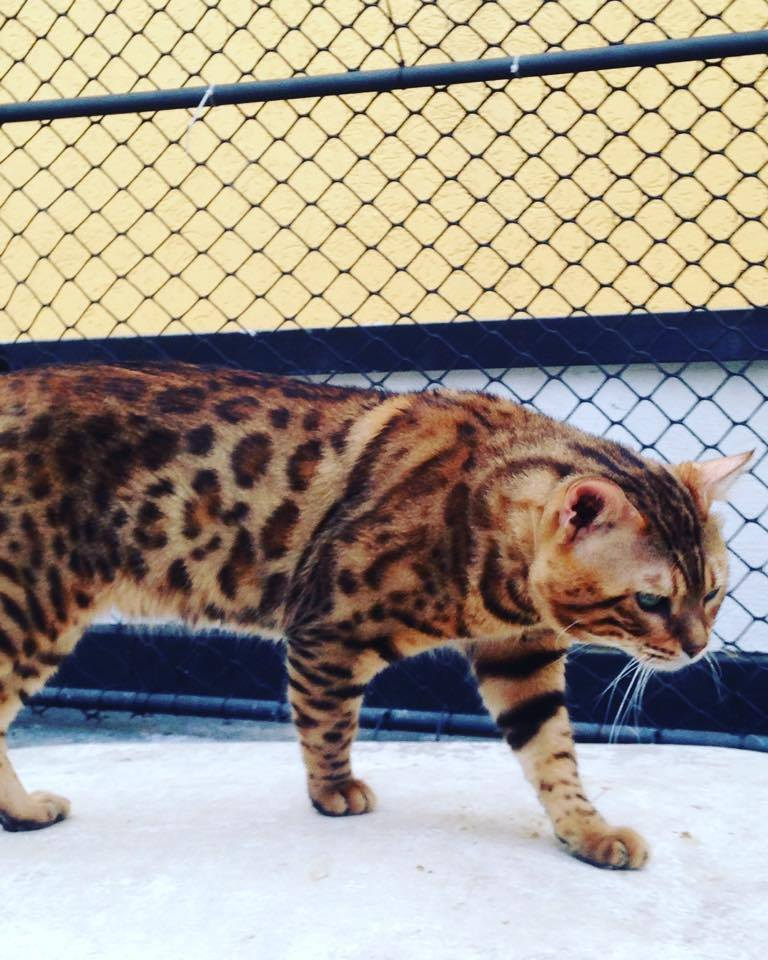
Um exemplar da espécie

O gato-de-bengala, ou Bengal, é uma recente raça de gato americana, que originou-se do cruzamento seletivo entre gatos domésticos (Felis silvestris) e o gato-leopardo asiático (Prionailurus bengalensis), que habita regiões próximas ao Golfo de Bengala. O qual pode também ser domesticado, embora uma licença seja requerida na maior parte dos países. Sabe-se que o gato-leopardo tem o mesmo número de cromossomos que um gato doméstico, aspecto essencial que permitiu que os acasalamentos produzissem crias férteis.

## Características
O gato bengal ou gato-de-bengala é uma raça de tamanho médio a grande, com peso entre 5,5 a 9 kg, pelo curto e estrutura óssea forte. Tem uma cabeça relativamente grande, com contornos arredondados e ligeiramente mais comprida do que larga. De perfil, a cabeça apresenta uma ligeira curvatura da fonte até à cana do nariz. As maçãs do rosto são elevadas e destacadas e o focinho é largo e cheio.
As orelhas são curtas e alargadas na base, com extremidades arredondadas e dirigidas para a frente. Os olhos são grandes, ovais e normalmente verdes. A cauda é de comprimento médio, grossa, afilando em direção à extremidade arredondada. O pelo é curto e fino, com textura espessa e muito suave ao toque.
O gato bengali, conhecido pelo seu pelo reminiscente do leopardo asiático, é uma raça excepcional dentro do mundo felino. Seu pelo, suave e luxuoso, exibe uma variedade de padrões únicos como rosetas e mármore, e cores vibrantes do marrom ao prateado. Uma característica distintiva em alguns Bengalís é o efeito "glitter", que lhes dá um brilho impressionante sob a luz. Para aqueles interessados nesta raça, criadores especializados dedicam-se a preservar essas características únicas.

## Saúde
É muito importante ter em dia o calendário de vacinação do gato Bengal, tal como acontece em todas as outras raças. As doenças mais comuns que podem afetar o seu gato de bengala são as seguintes:
- Luxação da patela: Costuma ser consequência de malformações de origem hereditária ou traumática.
- Hipoplasia cerebral: Trata-se de uma anormalidade congênita frequente em animais domésticos que afeta o cérebro.[2]

## Informações cronológicas
- O primeiro gato de bengala tinha o nome de Kin Kin e nasceu em 1963;
- A primeira criadora de Bengalas foi Jean Mill (nascida Jean Sugden)[3] em 1963;
- A raça foi reconhecida em 1985 pela Federação Internacional Felina;

## Ligações externas

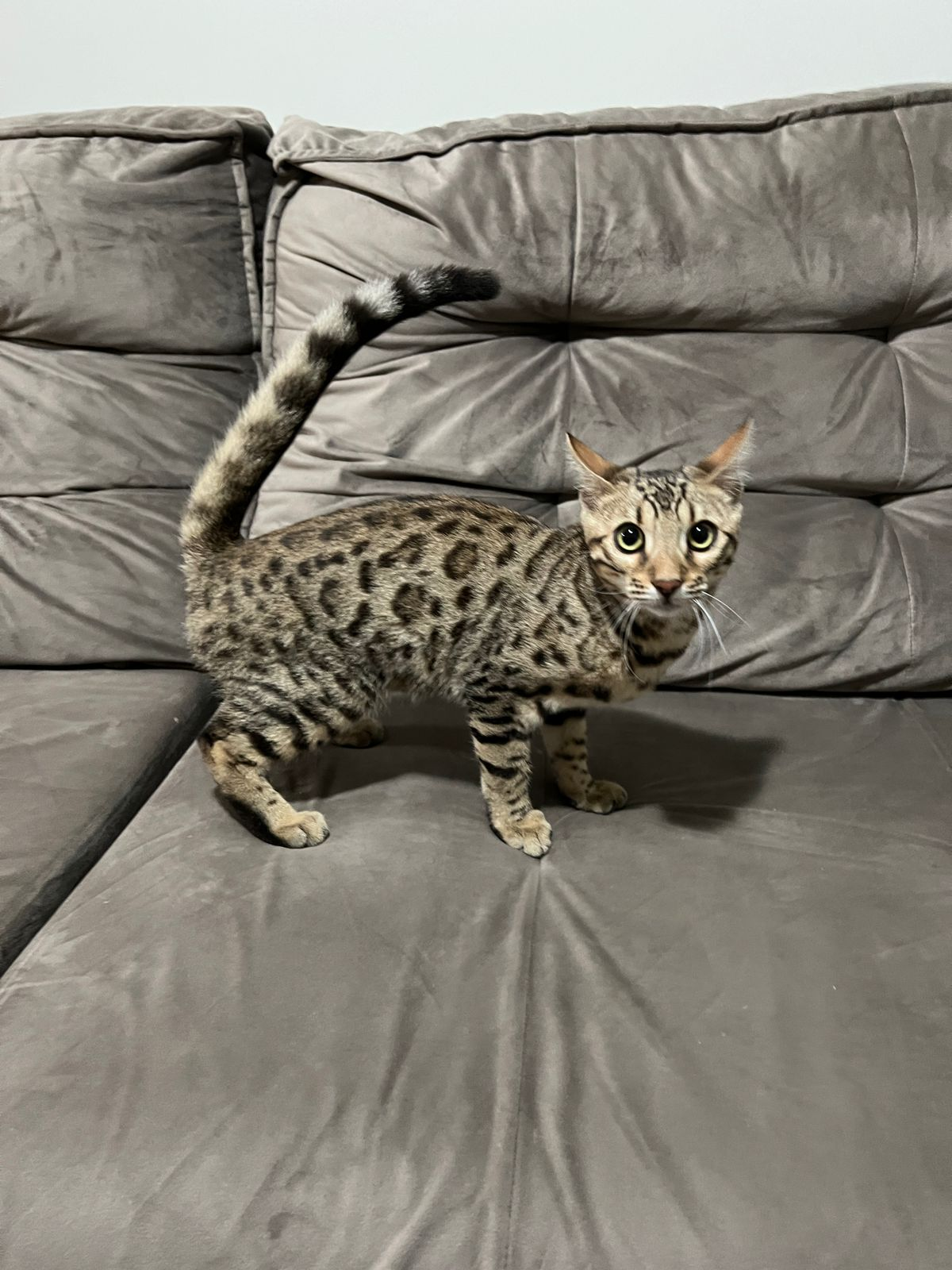
Conhecendo a nova casa